# East Tennessee State Buccaneers

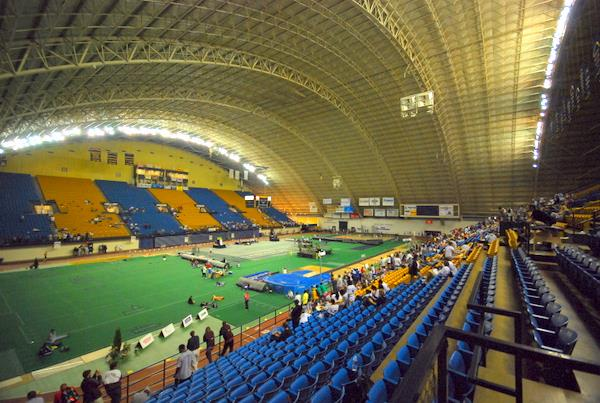
ETSU Memorial Center

East Tennessee State Buccaneers (español: Bucaneros de la Estatal de Tennessee Oriental) es el equipo deportivo de la Universidad Estatal de Tennessee Oriental, situada en Johnson City, Tennessee. Los equipos de los Buccaneers participan en las competiciones universitarias organizadas por la NCAA, y forman parte de la Southern Conference. A los equipos femeninos se les denomina Lady Bucs.

## Programa deportivo
Los Buccaneers participan en las siguientes modalidades deportivas:
| - Masculino - Béisbol - Baloncesto - Cross - Fútbol americano - Fútbol - Tenis - Golf - Atletismo | - Femenino - Baloncesto - Cross - Golf - Tenis - Fútbol - Softball - Voleibol - Atletismo |

### Baloncesto
El equipo de baloncesto de los Buccaneers ha llegado en 7 ocasiones al Torneo de la NCAA, la última de ellas en 2004. Obtuvo su mejor clasificación en 1968, llegando a octavos de final. 3 de sus jugadores han llegado a jugar en la NBA, aunque ninguno de ellos de especial trascendencia.